# Carlota Ângela
Carlota Ângela é um romance de Camilo Castelo Branco escrito em 1858.